# Óscar Quijano
Óscar Quijano (n. León (España), 18 de enero de 1969) es un músico y cantante español, miembro del grupo Café Quijano.

## Biografía

### Café Quijano
Inicia su carrera artística junto a sus hermanos Manuel y Raúl de la mano de Warner Music con el lanzamiento del primer álbum del mismo nombre de la banda: "Café Quijano" (1998) que incluye la colaboración del cineasta Ricardo Franco con el tema "Loco de Amor" y supone una posterior gira de más de 50 conciertos por España.
Con el lanzamiento en 1999 de su segundo disco "La extraordinaria paradoja del Sonido Quijano", alcanzan un éxito sin precedentes y se convierten en uno de los referentes de la música en Español a nivel internacional, siendo su primer sencillo "La Lola" número uno en emisoras de radio de más de 30 países.
Los dos años posteriores al lanzamiento de este álbum suponen una gira de conciertos de gran despliegue y numerosos actos, colaboraciones y reconocimientos entre los que se incluyen las dos nominaciones a Mejor Nuevo Grupo en los Latin Grammy Awards, Mejor Álbum de Rock Alternativo en los Grammy Academy Awards, convirtiéndose así en el primer grupo español en ser nominado al Grammy Americano. Destaca además su colaboración en el disco "Duetos" de Armando Manzanero con el tema "Esperaré", la inclusión del tema "Así se va" como banda sonora de la película Por la libre, o su participación en la película Torrente 2: Misión en Marbella de Santiago Segura, en la que además de aparecer junto a la modelo y actriz Inés Sastre, aportan un tema llamado "En mis besos". 
2001 se convierte en el año de "La taberna del Buda" vendiendo cerca de un millón de copias. Producido por Humberto Gatica, coproducido por Kenny O'Brien y grabado en Los Ángeles, se compone de un elenco que demuestra la liga en la que Café Quijano juega en estos momentos, contando con el mismísimo David Foster al piano. "La taberna del Buda" traerá consigo una gira en 2002, haciendo sustentar al grupo el récord de Artista Español que más directos ha ofrecido en una sola gira, con más de doscientos conciertos y un millón de espectadores como asistentes, recibiendo el Premio de la Academia de la Música a la mejor gira y el Premio Ondas. Este mismo año entre otras colaboraciones, participarán en la banda sonora de la película de Disney, Lilo & Stitch con la versión de Elvis Presley del tema "Burning Love", "Ardiente amor"
Tres años más tarde editan su cuarto álbum "¡Qué grande es esto del amor!" (2003), que incluirá colaboraciones de lujo como las de Celine Dion o Joaquín Sabina. En 2004, participarán en la gala homenaje a Carlos Santana, 2004 Latin Recording Academy "Person Of The Year" junto a otras estrellas del nombre de Herbie Hancock, Black Eye Peas, Fher, del grupo Maná, La Ley, Dave Matthews, Ozomatli, Robi Rosa, Rob Thomas o Julieta Venegas, vuelven a estar nominados al Latin Grammy 2004 por "¡Qué grande es esto del amor!" y componen el tema "Sírvame una copita" para la selección española de la Eurocopa 2004.
En 2008 se publica por parte de la compañía Warner "Grandes éxitos".
Después de ocho años en los que los miembros de la banda impulsan sus diferentes carreras en solitario, el 30 de octubre de 2012 se produce el lanzamiento de su quinto álbum de estudio: Orígenes: El bolero, el cual se convierte en cuestión de horas en el número uno de álbumes más vendidos en iTunes España. Se trata de un álbum que rompe con el sonido de sus anteriores trabajos para ahondar en las raíces musicales de la banda y se compone de once boleros (doce en su edición digital) que suenan a los clásicos de toda la vida, con reminiscencias de Los Panchos y la música tradicional cubana, tratándose de composiciones actuales y genuinas, compuestas por ellos.
En esta ocasión repiten con el productor, y arreglista Kenny O'Brien, y con el músico Armando Manzanero que participa a dúo con los hermanos en el último tema del disco Quiero que mi boca se desnude

### Carrera en solitario
Durante los últimos años, sin apartar la música de su vida, ha desarrollado una carrera como empresario en Miami, lugar donde reside actualmente.
En 2007 participa en la banda sonora de la telenovela argentina Romeo y Julieta cantando el tema principal de mismo nombre y donde ha participado también como actor. Esta serie cosecha un gran éxito en países de Latinoamérica como Argentina y Chile, siendo emitida periódicamente también en México, España, Israel y varios países asiáticos.
En 2008 escribe la canción "La liga" para la liga de fútbol de Primera División de España BBVA, uno de los acontecimientos deportivos más importantes de este país.
Actualmente continúa sumergido en proyectos musicales entre los que se incluyen múltiples canciones escritas por él para otros artistas.

### Vuelta a los escenarios en México con Café Quijano (2010)
En el mes de noviembre de 2010 se emite un comunicado de prensa que anuncia la vuelta de Café Quijano con motivo de la Feria Internacional del Libro en Guadalajara (México). El motivo no es otro que representar a su comunidad, Castilla y León en el que es uno de los eventos culturales de habla latina de mayor envergadura internacional. Con el lema en esta feria de "Castilla y León es vida", y "Castilla y León, cuna del español", Café Quijano ejercen nuevamente como embajadores de su tierra por el mundo.
El 27 de noviembre dentro de la programación de este evento, los hermanos ofrecen una rueda de prensa donde se plantea por parte de los medios convocados el rumor de una posible vuelta definitiva como formación. Aclarando que se trata esta de una cita puntual sin más planes por el momento, no cierran las puertas a un regreso de la banda en el futuro que depende de su felicidad, ya que si bien se sienten felices como hermanos, el hecho de compartir su trabajo como músicos es motivo de mayor orgullo y están cerca de determinar que su felicidad irá de la mano de su unión musical.
El 28 de noviembre Café Quijano ofrece un concierto ante más de 5000 personas en la explanada de la FIL, completando el aforo del recinto. En este repasan sus mayores éxitos y se reencuentran con su público en Guadalajara tras diez años desde su última visita en esta ciudad.

### Actualidad (2012)
Actualmente se encuentra en plena promoción de su quinto álbum de estudio Orígenes: El bolero, con Café Quijano.

## Discografía

### Álbumes de estudio
- Café Quijano (1998)
- La extraordinaria paradoja del Sonido Quijano (1999)
- La taberna del Buda (2001)
- ¡Qué grande es esto del amor!  (2003)
- Grandes éxitos (2008)
- Orígenes: El Bolero  (2012)

### Otras colaboraciones
- Así se va Tema compuesto para la banda sonora de la película Por la libre (2000).
- Esperaré Colaboración para el álbum Duetos de Armando Manzanero (2001).
- En mis besos Tema compuesto para la Banda sonora de la película Torrente 2, Misión en Marbella (2001).
- Ardiente Amor  Versión del Burning Love de Elvis Presley para la Banda sonora de la película Lilo & Stitch de Disney (2002).
- Sírvame una Copita Tema de la Selección Española de Fútbol para la Eurocopa (2004).
- Romeo y Julieta Tema compuesto para la banda sonora de la telenovela argentina de mismo nombre: Romeo y Julieta (2007).
- La liga Tema compuesto para la liga de fútbol de Primera División de España BBVA (2008).

## Premios
- Premios Amigo Mejor Artista Nacional por Café Quijano (2001).
- Premios Protagonistas Onda Cero  Premio especial (2001).
- Premios Fundación Clínica San Francisco (2002).
- Premios Españoles en el Mundo Mejor Artista Nacional (2002).
- Premios Ondas Mejor Artista Nacional (2002).
- Premios Turismo Castilla y León Mejor Artista en directo (2002).
- Premios El Norte de Castilla Premio Especial (2002).
- Premios Gredos Mejor Artista (2002).
- Premios de la Música Mejor Artista, Mejor Gira (2002).

## Nominaciones
- Premios de la Música, 4 Nominaciones: Premio Mejor Canción por "La Lola" (2000).
- Latin Grammy Awards, Mejor Artista (2000).
- Premios Lo Nuestro, en EE. UU. (2001).
- Grammy Academy Awards, Mejor Artista (2001).
- Premios Amigo, Doble nominación (2002).
- Premios Amigo, Mejor Grupo Español (2003).
- Latin Grammy Awards, Mejor Álbum de Rock de un Grupo por "Qué grande es esto del Amor" (2004).